# Tineobius citri
Tineobius citri is een vliesvleugelig insect uit de familie Eupelmidae. De wetenschappelijke naam is voor het eerst geldig gepubliceerd in 1896 door William Harris Ashmead. Het is de typesoort van het geslacht Tineobius.